# 云梦乡
云梦乡，是中华人民共和国陕西省铜川市宜君县下辖的一个乡镇级行政单位。
2015年，陕西省民政厅批复同意将云梦乡花庄、苍坊坪2个村划归哭泉镇。

## 行政区划
云梦乡下辖以下地区：
南斗村、西良村、南古村、塬树村、桐塬村、党洼村、崾硷村、南堡村、柳塔村、三丈河村、县口村、梁塬村、刘家塔村、许家峁村、太子庄村、李吉村、东塔村和杨河村。